# ویلمن ۱
ویلمن ۱ یک کهکشان کوتوله‌ کم نور است. این کهکشان یکی از اقمار کهکشان ما یعنی کهکشان راه شیری می باشد و در فاصله ۱۲۰،۰۰۰ سال نوری از آن قرار دارد.
رصدها نشان داده‌اند که جرم این کهکشان ۰.۴ (چهاردهم) میلیون برابر جرم خورشید است و این یعنی اینکه نسبت جرم به نور آن حدود ۸۰۰ است. نسبت بالای جرم به نور این کهکشان حاکی از غلبه ماده تاریک در آن است. 